# Museo del cenacolo vinciano
Il Museo del Cenacolo Vinciano è il museo di Milano dedicato all'Ultima Cena, dipinto murale di Leonardo Da Vinci realizzato nel refettorio del convento domenicano di Santa Maria delle Grazie.

## Luogo
Il Museo è situato nel complesso del convento e della chiesa di Santa Maria delle Grazie, a Milano ed è in particolare costituito da parte del convento, parzialmente ricostruito dopo i bombardamenti del 1943. Il Museo offre un breve percorso che porta il visitatore al refettorio del convento, il quale ospita sulla parete a nord il celebre dipinto murale a secco dell'Ultima Cena, realizzato da Leonardo da Vinci attorno al 1484-1498.
Sulla parete sud del refettorio si trova invece la Crocefissione di Cristo di Donato Montorfano, realizzato probabilmente nello stesso periodo di realizzazione dell'Ultima Cena.
Lungo il corridoio che porta al refettorio rimangono frammenti di affreschi del Seicento raffiguranti scene di martirio ed è possibile scorgere il chiostro dei Morti, così chiamato perché un tempo ospitava la sepoltura dei frati del convento.

## Progetto museale
Il Museo è un'istituzione affiliata alla Direzione regionale Musei Lombardia e ha scopo di conservazione, ricerca e promozione artistico-culturale. Attorno all'affresco dell'Ultima Cena il museo organizza esibizioni temporanee volte a declinare secondo diversi punti di vista le caratteristiche sociali e storiche del contesto in cui l'affresco è stato realizzato.
L'attività museale è fondata su progetti didattici e divulgativi che diano ulteriore spessore alle opere custodite e che sensibilizzino al tema della conservazione dei beni culturali.

## Fonti
- museidimilano.it,  https://museidimilano.it/leonardo-da-vinci/cenacolo-vinciano.
- cenacolovinciano.org,  https://cenacolovinciano.org/.